# Színházi Élet
A Színházi Élet népszerű budapesti színházi, irodalmi és művészeti képes hetilap 1912 és 1938 között. A folyóirat alapító-főszerkesztője Incze Sándor volt.

## A lap előtörténete
Inczei nagyon fiatalon, Kolozsvárott került a hírlapírás bűvkörébe.19 évesen már színházi lapot alapított. 1910-ben Budapestre költözött, itt jelentette meg Harsányi Zsolt barátjával közösen a Színházi Hét c. folyóiratot. Ez idő szerint Budapesten már hat színházi lap működött sikeresen. Lapjuk számos próbálkozás, újítás ellenére eleinte nem volt üzletileg sikeres a lap, mecénásra lett szükségük. A mecenatúrát adó család rapszodikussága miatt azonban állandósult a bizonytalanság. Pénzügyi támogatójukat otthagyva egy új lapot hoztak létre, Színházi Élet címmel. A lap első száma 1912. december 1-jén, az utolsó 1938. november 19-én jelent meg. (Érdekesség, hogy extámogatójuk bíróságon leállíttatta ezen új lap kiadását. Ennek híre ment, az ügyből sajtóbotrány kerekedett, aminek következtében az új lap egy szálig elkelt, s ez   megalapozta a későbbi sikereket.)

## Története
A Színházi Élet színházi, irodalmi és művészeti hetilapként indult. 1913. dec. 14. és 1914. jún. 28. között  Színházi Élet és Mozi címmel jelent meg. 1928-tól színházi, irodalmi és művészeti  szaklap, 1931-től pedig színházi, film, irodalmi és művészeti szaklap. A felelős szerkesztő Incze Sándor mellett  társszerkesztő Korda Sándor, később helyettes szerkesztő Kálmán Jenő volt. 1918-tól helyettes szerkesztő Bús-Fekete László; 1933-tól a lapot Lukács Gyula szerkesztette. Korda Sándor (a későbbi Sir Alexander Korda) a feljövőfélben lévő mozgókép vonalat képviselte a csapatban, ő vitte a mozi-rovatot a lapnál. A címlapra is felkerült a „Mozi” szó. Az említettek mellett időszakonként részt vett még a szerkesztésben Szenes Béla, Gábor Jenő, Illés László. A lap tulajdonosa Incze Sándor, 1913-tól Lengyel Lipót,  1917-től ismét Incze Sándor, majd 1936 áprilisától a Színházi Élet Rt. volt. Kiadta a Színházi Élet Rt.  Nyomta a Kultúra Nyomda, 1922-től a Thália Nyomda, 1923-tól a Globus Nyomda, 1926 márciusától a  Budapesti Hírlap Nyomda, novemberétől újra a Globus Nyomda, majd 1933-tól az Athenaeum Nyomda.  Melléklapjai voltak: a Boldog Ifjúság  (1930–1936), a Rádió Világhíradó (1933–1934), a Kis Színházi (1936–1938), a Pesti Program. Rádió Világhíradó (1937–1938).
Incze és Harsányi a Színházi Életet indulástól kezdve újabbnál újabb rovatokkal tette olvasmányosabbá. Színházi és társasági riportok, szépirodalmi művek, népszerű dalok szövege és kottái mellett 1913-tól tematikus számokban ismertetett egy-egy színészt, színházi sikert (Fedák Sári-szám, Sybill-szám), 1916-tól színdarabmellékletben közölte a budapesti színházak sikereit.
Az eleinte 3000-6000 példányszámban megjelenő lap egy korabeli dán filmsztár tiszteletére megjelentetett különszámmal elérte a bűvös 10 000 példányos határt. Ettől kezdve kisebb-nagyobb ingadozásokkal a lap példányszáma egyenesen ívelt felfelé: az első világháború végére a 150 000(!) eladott lapszámot is elérte. Oldalain a színházi, társasági, művészi, irodalmi élet számos „nagyágyúja” is szívesen publikált: Bethlen Margit grófnő, Hatvany Lili bárónő, Kellér Dezső, Munkácsi Márton, Angelo (Funk Pál), Karinthy Frigyes, Molnár Ferenc, Szép Ernő, Herczeg Ferenc, Móricz Zsigmond, Szomory Dezső, Kosztolányi Dezső, Örkény István, Somlyó Zoltán. Incze szerkesztési elvei szerint nem válogatott az olvasókban; hitvallása szerint tájékoztatni kell őket, kedvet csinálni a darabokhoz, nem pedig – esetleg lesújtó – kritikákat közölni. Soha sem politizált, nem moralizált, a lap 26 éves fennállása során soha sem indult ellene sajtóper. A színházi, irodalmi élet mellett a közéleti, társasági eseményekről, a divatról, a sportéletről közölt beszámolói, egyedülálló fotó anyaga ma is különleges kordokumentumot jelentenek. A lap szervezésében rendezték  1929-től évenként a magyarországi szépségkirálynő választásokat, amely jelentős társasági eseménynek minősült.